# Międzynarodowy Rok Polarny
Międzynarodowy Rok Polarny (ang. International Polar Year, IPY) - organizowana i koordynowana przez Międzynarodową Radę Nauki i Światową Organizację Meteorologiczną seria wypraw naukowo-badawczych, których zadaniem jest zbieranie informacji na temat regionów polarnych Ziemi. 
Pierwszy IPY odbył się w latach 1882–83, drugi 1932–33. Polacy uczestniczyli w drugim Międzynarodowym Roku Polarnym organizując Pierwszą Polską Wyprawę Polarną. W latach 1957–58 odbył się zaś Międzynarodowy Rok Geofizyczny, zainspirowany ideą Roku Polarnego. Czwarty Rok Polarny rozpoczął się 1 marca 2007 i potrwał do marca 2009 roku (ze względów naukowych został przedłużony o rok).